# Les Larmes de l'émigration
Pour plus de détails, voir Fiche technique et Distribution.
Les Larmes de l'émigration  est un documentaire franco-sénégalais réalisé par Alassane Diago, sorti en 2010.

## Synopsis
Les Larmes de l'émigration, c'est l'histoire de la mère d’Alassane qui attend son mari, parti il y a plus de 20 ans. C'est aussi l'histoire de sa sœur qui, aujourd'hui, attend, elle aussi, son mari parti il y a cinq ans et celle de sa nièce qui ne connaît pas son père. Avec sa caméra, Alassane Diago est retourné, après deux ans d'absence, dans sa communauté à Agnam Lidoubé, un village du Fouta sénégalais, pour comprendre comment et pourquoi sa mère a passé toutes ces années à attendre.

## Fiche technique
- Réalisation : Alassane Diago
- Scénario : Alassane Diago
- Photographie : Alassane Diago
- Musique : Hakuhachi Mediation
- Son : Alassane Diago
- Montage : Annie Waks
- Production : Les Films de l'Atelier Corto Pacific TV Rennes 35
- Pays d'origine :  Sénégal /  France
- Format :
- Genre : documentaire
- Durée :
- Dates de sortie :

## Distinctions
- Festival international du film francophone de Namur 2010 : Prix du public de la Province de Namur